# Antonia de suffragiis
Antonia de suffragiis va ser una llei romana proposada per Luci Antoni, per dividir la seva magistratura de tribú de la plebs amb Gai Juli Cèsar.